# Сидар Гроув (Висконсин)
Сидар Гроув (енгл. Cedar Grove) град је у америчкој савезној држави Висконсин.

## Демографија
По попису из 2010. године број становника је 2.113, што је 226 (12,0%) становника више него 2000. године.
| Група             | 2000.         | 2010.         |
| Белци             | 1.813 (96,1%) | 2.007 (95,0%) |
| Афроамериканци    | 1 (0,1%)      | 2 (0,1%)      |
| Азијати           | 3 (0,2%)      | 9 (0,4%)      |
| Хиспаноамериканци | 50 (2,6%)     | 70 (3,3%)     |
| Укупно            | 1.887         | 2.113         |